# Montel-de-Gelat
Montel-de-Gelat é uma comuna francesa na região administrativa de Auvérnia-Ródano-Alpes, no departamento Puy-de-Dôme. Estende-se por uma área de 25,15 km². Em 2010 a comuna tinha 438 habitantes (densidade: 17,4 hab./km²).